# 재스퍼 존스
재스퍼 존스(영어: Jasper Johns, 1930년 5월 15일 ~ )는 미국의 팝 아트 미술가다.

## 생애
재스퍼 존스는 조지아주 오거스타에서 태어났고 부모가 이혼을 하고 나선 사우스캐롤라이나주의 앨런데일 카운티에서 조부모와 어린 시절을 보냈다. 사우스캐롤라이나주의 컬럼비아에서 모친과 보내기도 했고 그 후엔 친척인 Gladys와 사우스캐롤라이나주의 머리 호에 살기도 했다. 그는 사우스캐롤라이나주의 섬터에서 고등학교를 마쳤는데 여기서 모친과 한 번 더 지내기도 했다. 존스는 1947년부터 1948년까지 3학기 동안 사우스캐롤라이나 대학교에 다녔고 1949년 뉴욕의 파슨스 디자인대학교에 잠깐 다녔다. 6.25 전쟁이 벌어진 1952년에서 1953년사이 센다이에 파병되기도 했다. 1954년 뉴욕에 돌아오고 만나게 된 로버트 라우션버그, 머스 커닝엄, 존 케이지와 친해졌고 활발한 교류를 하게 됐다. 1963년엔 뉴욕에 현대 예술가들을 위한 재단을 세우기도 했다. 지금은 코네티컷주 샤론과 세인트마틴 섬에 살고 있다.

## 수상
존스는 1984년에 미국 예술-과학 아카데미의 회원이 됐고 1990년엔 미국 예술훈장을 받았다. 2011년2월 15일 오바마로부터 대통령자유훈장을 받았는데 화가나 조각가가 받은 경우는 1977년에 받은 알렉산더 콜더 이후 처음이다.